# Lasse Granestrand
Lasse Granestrand är en svensk författare och journalist bl a på Dagens Nyheter där han varit verksam som reporter under trettio år. På DN har han skrivit om det mesta men blev från 1989 alltmer nischad inom migrations- och integrationsfältet. Han var även med vid starten av DN:s helgmagasin och skrev där porträtt och samhällsreportage.  Granestrand började på journalisthögskolan 1968 och förutom på DN har han bland annat arbetat på Folket i Bild, Arbetsmiljö, Socialnytt, Kamratposten och en kortare tid på Aktuellt.
Granestrand har skrivit boken ”I Sveriges väntrum – om pressade politiker, flyktingar och ett land i förvandling”, Norstedts. Den gavs ut 2007 och pekade ut de problem som uppstår i integrationsprocessen vid ett stort mottagande under kort tid. I boken beskriver han även hur en underklass med etniska förtecken vuxit fram i Sverige. Boken belönades med Röda korsets journalistpris.
2013 återupptog Lasse Granestrand sitt frilansande arbete igen bland annat för Rädda Barnens tidning Barn och nyhetsmagasinet Fokus.
Lasse Granestrand har undervisat och föreläst på JMK i Stockholm, Södertörns högskola, Pressinstitutet, Uppsala universitet och Poppius journalistutbildning.